# Tradipraticien
Un tradipraticien (aussi appelé « tradithérapeute », « guérisseur ») exerce une pratique médicale reposant sur des approches présentées comme traditionnelles dans les communautés africaines.

## Les tradipraticiens

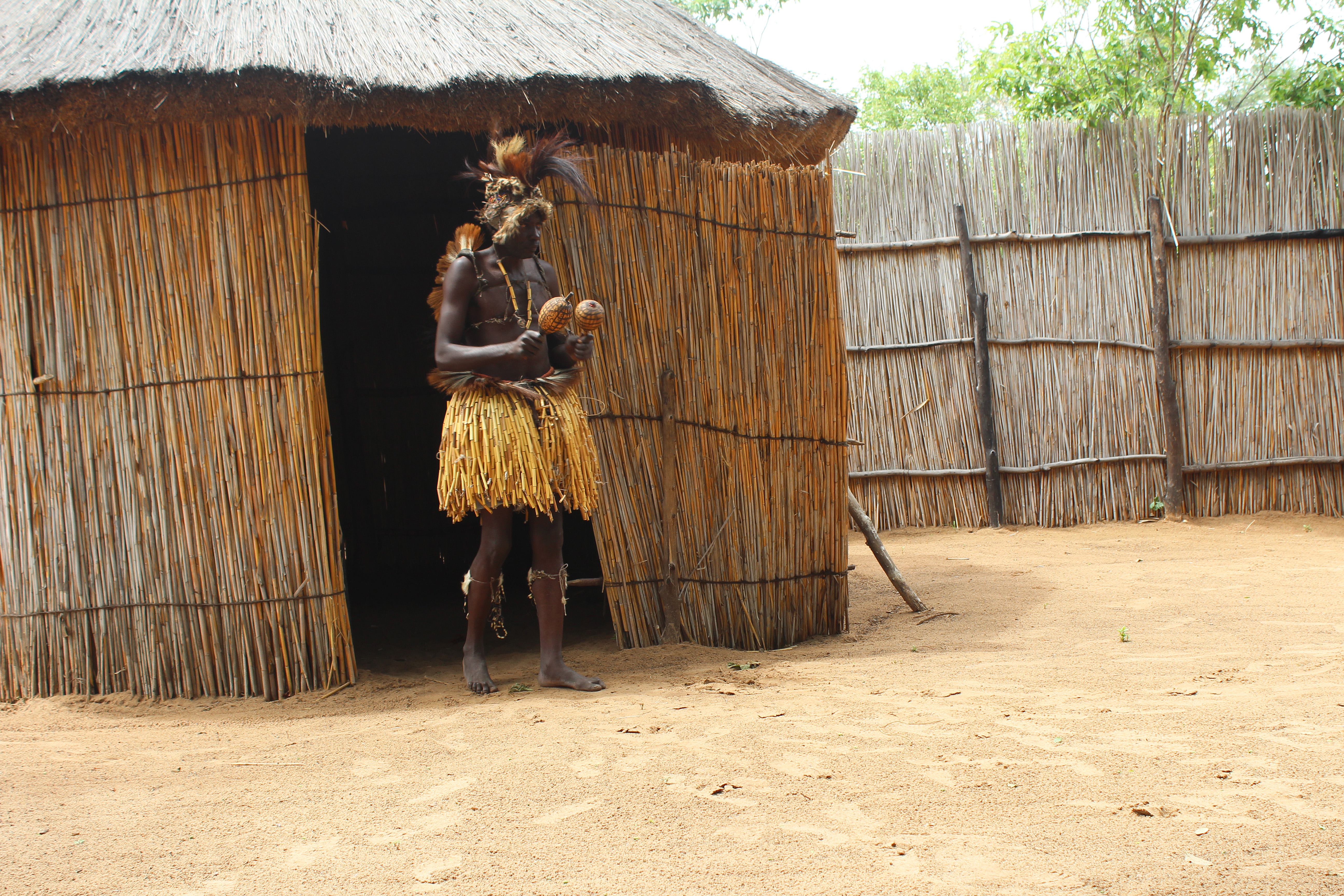
Tradipraticien dans le nord-est de la Namibie.

Les tradipraticiens sont parfois des personnes formées à l'approche scientifique dispensée en université ou des personnes revendiquant un enseignement « traditionnel ». Les pratiques du tradipraticien sont souvent considérées comme du charlatanisme.
Le tradipraticien est connu dans quelques pays africains, tels que le Bénin, la Côte d'Ivoire, le Gabon, le Ghana, le Niger, le Sénégal,Madagascar, le Togo, le Cameroun et souvent assimilé au marabout,  ce qui provoque de la part de certains sympathisants ou praticiens des contestations parfois violentes. Ils s'associent cependant fréquemment aux saltigués (prédicateurs).
Selon des revendications de tradipraticiens, les « premiers scientifiques » seraient apparus en Afrique subsaharienne avant la colonisation ; dans ce postulat, ils affirment qu'il s'agirait des « ancêtres » des « tradipraticiens », faisant des synthèses à partir de plantes et d'animaux... et pratiquant aussi la « médecine spirituelle ».

### Les pratiques

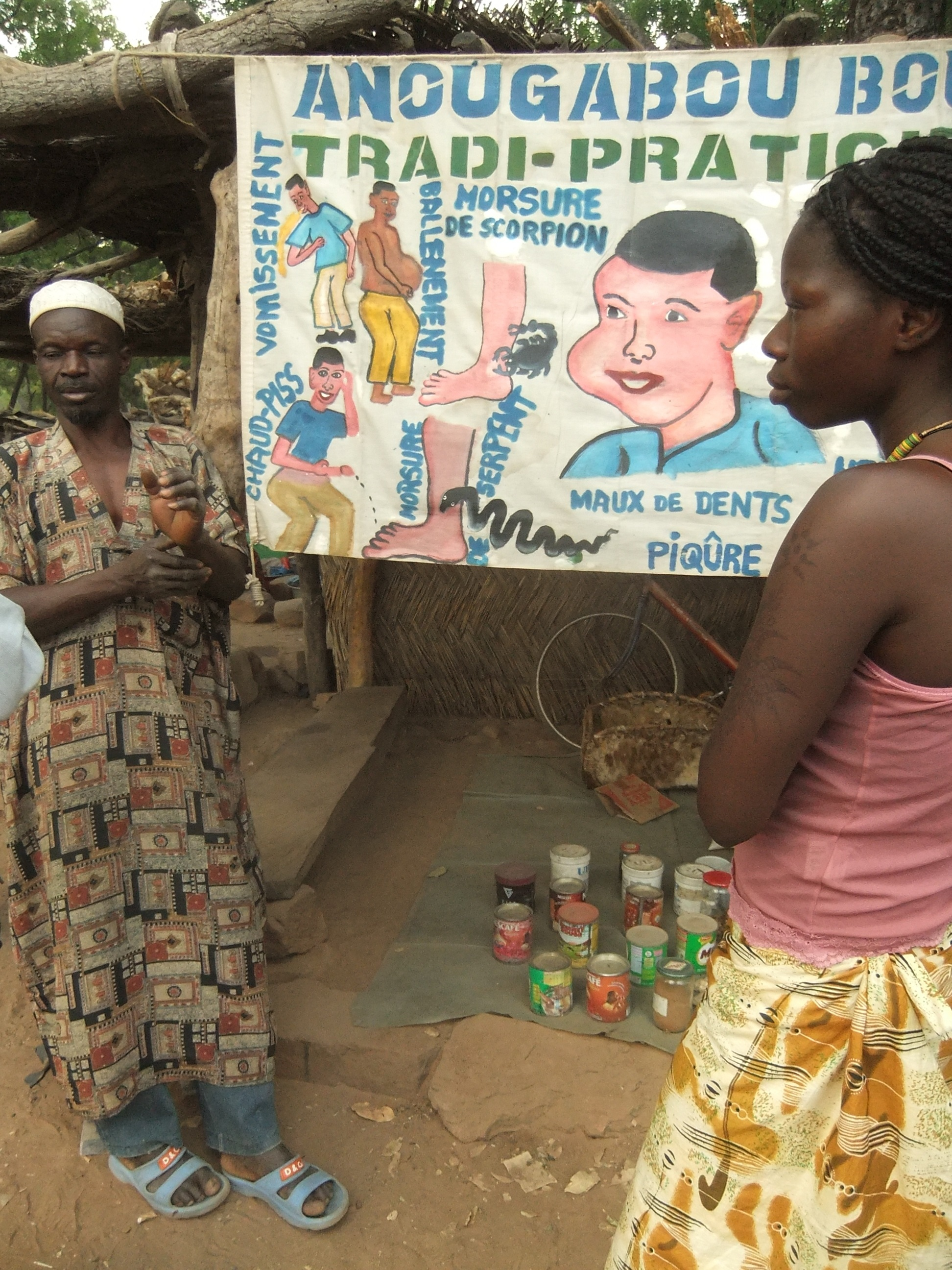
Tradipaticien à Tiébélé (Burkina Faso).

Elles consistent généralement en une combinaison de plusieurs techniques associant naturopathie et spiritualité :
- Phytothérapie : Utilisation d'écorces, de plantes diverses ou fabrication de remèdes avec parfois des ingrédients d'origine animale ou minérale.
- Aromathérapie : utilisation d'extraits aromatiques de plantes.
- Guérison par la foi
- Psychosomatique
- Fétichisme
- Médecine anthroposophique : basée sur une philosophie qui étudie la dynamique des forces naturelles.

Les « médicaments » issus de la « tradipratique » sont appelés par leurs promoteurs « médicaments indigènes ».

## Découvertes revendiquées
Parmi les découvertes alléguées, on citera l'aloe vera dans la cosmétique, servant à la stimulation de la production de collagène, au traitement des brûlures et favorisant la cicatrisation.